# 마이킹
마이킹(본명: 윤여민, 1978년 6월 20일 ~ )은 대한민국의 가수이다.
현재 거주지는 경기도 가평군이다.

## 학력
- 시드니 공과대학교 법학과, 경영학과 학사

## 경력
- 메가랩 대표이사

## 데뷔
- 2007년 드라마 - [사랑에 미치다] OST

## 음반
- 2007년 사랑에 미치다 OST
- 2008년 아싸 가오리
- 2010년 땡초

## TV 게스트
- 2008년 4월 12일 KBS1 가족오락관
- 2008년 5월 17일 KBS1 가족오락관

## 가족 관계
- 배우자 : 박윤경 (1970년 8월 28일 ~ )